# Angyal Bandi
Angyal Bandi (Borsod vármegye, 1760 (?) – 1806. november ?), eredeti nevén Szentmártonyi Ónody András, a legrégebbről ismert betyár.

## Élete
Felvidéki nemesi családból származott. Apja Ónody András, anyja Olchváry Krisztina. Családja Borsod vármegye egyik legkiterjedtebb birtokával rendelkezett.
Gondos nevelésben részesült. Gyermekkorát Sajószentpéteren (ma: Borsod-Abaúj-Zemplén vármegye) töltötte, majd Restén és Nyíriben  (Abaúj m.) a család birtokain lakott. Legkedvesebb tartózkodási helye a dusnokpusztai major. Kétszer nősült. Első felesége Nyíriből való, az elszegényedett nemesi Angyal család leszármazottja. Valószínűleg ragadványnévként innen kapta az Angyal nevet.
Első törvénysértéseit az 1780-as években követte el. A Hortobágyon gyakran megfordult gyanús alakok: kupecek, orgazdák között. Hajdúböszörményben hat hétig tartották fogva, mire igazolta, hogy a város méneséből saját lovait szakította ki. Első ízben 1787-ben fogja el a vármegye, négy ló ellopásáért. Mire egy év múlva kihirdetik az ítéletet, elég sok bűncselekményért kell felelnie. Tizenkét ízben elkövetett tolvajlással vádolják, de csak hármat találtak ebből bizonyítottnak. Leghírhedtebb rémtette a karcagi, mezőtúri vásárok szétverése. Mindemellett súlyos büntetést róttak ki rá: nyolc év fegyházat, közmunkával súlyosbítva. Kegyelmi kérvényére az udvari kancellária a büntetést két évre mérsékelte, majd édesanyja kérelmére további hét hónapot engedtek el neki. Ebben nagy része volt nemesi származásának, ami később is hasznára volt. A család kiterjedt rokoni kapcsolatai révén időnként sikerült eltussolni a rémtetteit. Azokból pedig volt bőven. Továbbra is tartotta a kapcsolatot korábbi bűntársaival, orgazdaságba, lopásba keveredett.
Börtönbe kerülésekor írta meg a maga mentségére „Apológiáját”, bűneinek, rémtetteinek magyarázkodását. Íráskészsége a korabeli átlagnál magasabb iskolázottságra vall.
Több vármegyében, Borsodban, Abaújban, Gömörben és a Hajdú kerületben követte el bűncselekményeit.
1799-ben a Borsod vármegyei ítélőszék újra elítélte két évre. Ónody ismét fellebbezett, de a Kancellária négy évre súlyosbította a verdiktet. Mivel Ónody nem vonult be önszántából a szegedi börtönbe, országos körözést adtak ki ellene. Ekkor már Angyal Bandinak nevezte magát. A néphagyomány és a szegedi vármegye elfogatóparancsa szerint igen jóképű, jó kiállású ember volt, hivalkodóan cifra pásztorgúnyában járt, torzonborz bajuszát pödörve viselte. Az elfogatóparancs említi, hogy négy nyelven beszélt: magyarul, deákul, németül és tótul. Angyal Bandi haláláról sokféle mendemonda terjedt el. Az egyik szerint börtönben halt meg, 1804-ben, a másik szerint felakasztották, illetve kisfia halála után felhagyott a betyárkodással és békés öregségben hunyt el. Az igazság az, hogy az 1805-ben kiadott körözés ellenére Angyal Bandi nem került börtönbe, 1806-ban kelevényben (karbunkulus) meghalt. Az alakját övező legenda még életében kialakult, később több szabadlegény vette fel nevét, a lovas betyár mintájává vált.

## Emlékezete
Zúg az erdő, zúg a mező,
Vajon ki zúgatja?
Talán bizony Angyal Bandi
Sej-haj, a lovát itatja…
Alakja, viselt dolgai, kalandjai megjelennek a népdalokban, balladákban. Nemesi származása miatt az úri betyár alakja nagyon foglalkoztatta a közvéleményt. Még népszínmű is készült róla Balog István tollából, Angyal Bandi címmel. 
Pásztorok körében elterjedt mondák szerint birtokán föld alatti istállóban vagy kazalnak álcázott rejtekhelyen tartotta lopott állatait, amelyeket egy-két éven át nevelt, és csak akkor adta el, ha biztos volt, hogy eredeti gazdája már nem ismeri föl.
A hazai korabeli ponyvákban jelent meg róla Az Alföldre meendő Angyal Bandi nótája című balladás hangvételű dal a gönci törvényszékről való szökéséről.
Angyal Bandi ihlette Jókai Mór 1857-ben elkészült, A népdalok hőse című elbeszélését. 
Emlékét még egy vasútvonal is hordozza. A 20. század elején Bács-Bodrog vármegyében Cservenka és Szabadka között megnyílt vonalat a népnyelv angyalbandinak nevezte, sőt még egy Angyalbandi nevű vasúti megállóhely is létesült.